# Episodi di Doc Martin (seconda stagione)
La seconda stagione della serie televisiva Doc Martin, composta da 8 episodi, è stata trasmessa in prima visione assoluta nel Regno Unito sul canale ITV dal 10 novembre 2005 al 5 gennaio 2006.
In Italia, la stagione è trasmessa in prima visione assoluta su Hallmark Channel.
| Episodio | Titolo            | Titolo in italiano | Prima TV UK      | Prima TV Italia |
| -------- | ----------------- | ------------------ | ---------------- | --------------- |
| 1        | Old Dogs          |                    | 10 novembre 2005 |                 |
| 2        | In Loco           |                    | 17 novembre 2005 |                 |
| 3        | Blood is Thicker  |                    | 24 novembre 2005 |                 |
| 4        | Aromatherapy      |                    | 1º dicembre 2005 |                 |
| 5        | Always on My Mind |                    | 8 dicembre 2005  |                 |
| 6        | The Family Way    |                    | 15 dicembre 2005 |                 |
| 7        | Out of the Woods  |                    | 22 dicembre 2005 |                 |
| 8        | Erotomania        |                    | 5 gennaio 2006   |                 |
| 9        | On the Edge       |                    | 25 dicembre 2006 |                 |